# Димитров, Велизар
Велиза́р Костади́нов Димитро́в (болг. Велизар Костадинов Димитров; род. 13 апреля 1979, Перник, Болгария) — болгарский футболист, полузащитник. С 2002 года по 2010 год выступал за национальную сборную Болгарии и провёл 31 матч, забив 3 мяча.

## Карьера

### Клубная карьера
Карьеру начинал в клубе своего родного города. Позже перешёл в «Локомотив» София. В 2001 перешёл в «Марек». С 2002 играет в ЦСКА. В составе ЦСКА был признан лучшим футболистом чемпионата Болгарии 2003. Чемпион Болгарии 2003 и 2008 в составе ЦСКА. Всего за ЦСКА провёл 103 матча, забил 30 мячей. Летом 2008 перешёл в «Металлург» Донецк. Дебютировал 19 июля 2008 в матче с «Карпатами» (1:0). Первый гол за «Металлург» забил 9 августа 2008 в матче с ФК «Харьков» (3:0).
8 января 2014 года спортивный директор донецкого «Металлурга» Вардан Исраелян заявил об окончании карьеры игрока Велизара Демитрова.

### Карьера в сборной
За сборную Болгарии дебютировал 20 ноября 2002 года. В финальной части чемпионата Европы в 2004 году провел два матча.

## Достижения
- Чемпион Болгарии (3): 2002/03, 2004/05, 2007/08
- Обладатель Кубка Болгарии: 2005/06
- Обладатель Суперкубка Болгарии: 2006
- Финалист Кубка Украины (2): 2009/10, 2011/12

## Личная жизнь
Женат, воспитывает сына.